# Піт Доменічі
П'єтро Вічі «Піт» Доменічі (англ. Pietro Vichi «Pete» Domenici; 7 травня 1932, Альбукерке, Нью-Мексико — 13 вересня 2017, там само) — американський політик, сенатор США від штату Нью-Мексико (з 1973 до 2009 року), член Республіканської партії.

## Біографія
Закінчив Університет Нью-Мексико (1954) і юридичний факультет Університету Денвера (1958).
1958 року був прийнятий до колегії адвокатів Нью-Мексико та почав практику в Альбукерке.
1966 року обраний до міської ради Альбукерке, з 1967 — міський голова міста.
1972 року обраний як республіканець до Сенату Сполучених Штатів; переобраний у 1978, 1984, 1990, 1996, і 2002).